# St. Charles (Virginia)
St. Charles è un comune degli Stati Uniti d'America, situato nello Stato della Virginia, nella contea di Lee.